# Placenta

Ubicació de la placenta durant la gestació de les dones.

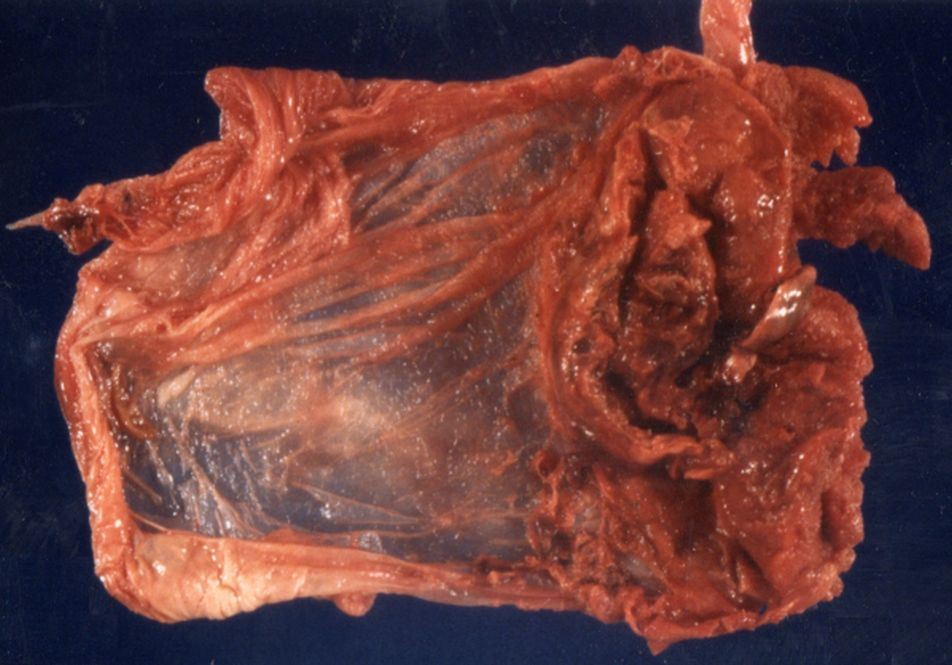
Placenta i bossa amniòtica

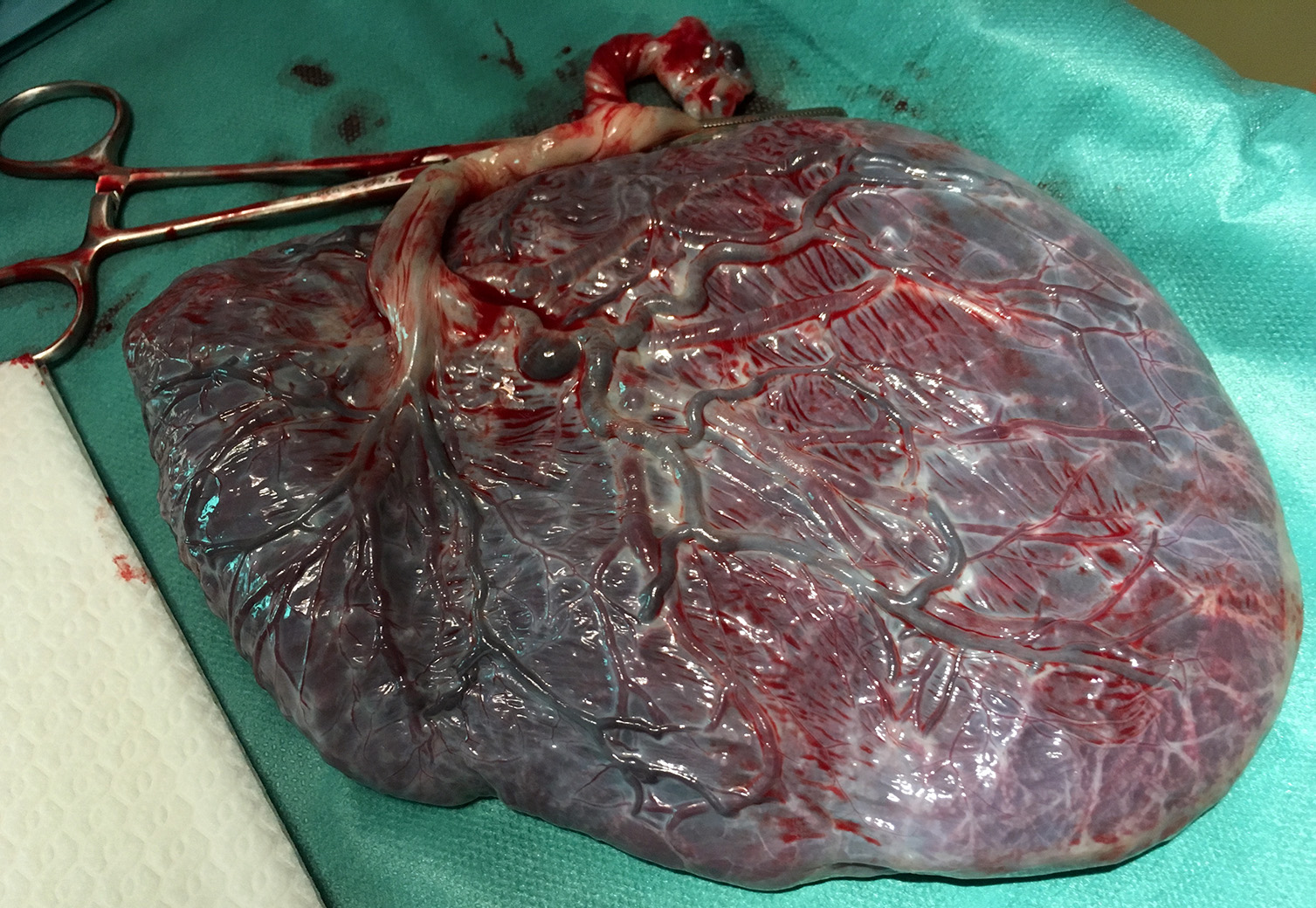
Placenta de nounat i cordó umbilical

La placenta o popularment la colga és un òrgan efímer present en els mamífers euteris i en molt menor mesura en alguns metateris i taurons. Es desenvolupa durant la gestació, solucionant les necessitats del fetus de respiració, nutrició i excreció durant el seu desenvolupament. Es desenvolupa de les mateixes cèl·lules provinents de l'espermatozou i l'òvul que originaren l'embrió i té dos components: una porció fetal, el cori, i una porció materna a decídua basal.
El nom procedeix del llatí que significa pastís pla en referència a la seva aparença en els humans un cop expulsada després del part
La placenta produeix estrògens, progesterona i altres hormones proteiques, de les quals la gonadotropina coriònica humana i el lactogen són hormones específiques de l'embaràs.

## Evolució
Fins ara, hom creia que els mamífers placentaris havien sorgit fa vora 130 milions d'anys, quan se separaren de la branca que originà els moderns marsupials, que nodreixen llurs cries en bosses enlloc de placentes. Tanmateix, un fòssil trobat (Juramaia sinensis) corroboraria estudis moleculars anteriors, que estimaven que la diferenciació entre euteris i altres mamífers que es produí fa 160 milions d'anys, tot i que cal donar aquests càlculs com a no definitius.
La placenta hauria evolucionat a partir del teixit, molt més simple, que cobria l'interior de la closca dels ous d'aus i rèptils, que els permetia obtenir oxigen mantenint-se aïllats de l'exterior. En la primera etapa de desenvolupament, que comença amb el bell inici de l'embaràs, fins a la meitat aproximada del període gestacional, les cèl·lules de la colga activen fonamentalment un grup de gens que els mamífers comparteixen amb els ocells i els rèptils. En la segona etapa, les cèl·lules de la placenta dels mamífers passen a activar un nou grup de gens específics de cada espècie.
Entre els gens involucrats en llur desenvolupament, igualment es coneix que en el desenvolupament de la colga humana està involucrat un gen anomenat "syncitin", provinent d'un element viral endogen.
L'origen evolutiu de la placenta rau en la modificació d'un gen víric que es convertí en el gen que codifica la sincitina-1, una proteïna clau per al desenvolupament d'aquesta estructura.

## Placenta humana

### Classificació
La placenta humana és de tipus hemocorial (o discoidal), la qual cosa vol dir que el teixit fetal penetra a l'endometri fins al punt d'estar en contacte amb la sang materna. Aquest tipus de placenta també és palesa en alguns primats i els rossegadors. No obstant, entre els mamífers existeixen altres tipus de colga. A més a més, el vell concepte de placenta com barrera de substàncies dolentes ha estat superat per la idea de tamís que permet el transport de substàncies tant indesitjables com de profit per al fetus. La membrana placentària que separa la circulació materna i fetal està composta per quatre capes; després de la vintena setmana d'embaràs en passa a tres.
- Endoteliocorial: A la qual el cori penetra en l'endometri, arribant a tocar els vasos de la mare. És característica d'animals carnívors com ara el gat, el gos o el llop[11]

- Sindesmocorial: en ella l'epiteli de la mucosa uterina segueix intacta, però el trofoblast arriba a tenir contacte amb el teixit uterí permetent el pas de nutrients necessaris.[9] Existeix en remugants com l'ovella.

- Epiteliocorial: el corion toca lleugerament l'endometri matern, però no el penetra. És el cas de la porca.[11]

El tipus de placenta i el gruix de la membrana o barrera placentària estan molt relacionades amb el pas de substàncies de la mare al fetus. Així, existeix una clara relació inversament proporcional a la grossària de colga i el pas trasplacentari de certes substàncies. Això s'ha demostrat, per exemple, estudiant el pas de sodi a través dels diferents tipus de placenta, i determinant que en ordre decreixent de pas tenim: placenta hemocorial, placenta endoteliocorial, placenta sindesmocorial i placenta epiteliocorial. Cal destacar que en el ió estudiat (sodi) la intensitat dels intercanvis augmenta quasi regularment al llarg de la gestació, fins un màxim, poc abans del part. El descens final en aquests intercanvis s'hi atribueix en la placenta hemocorial a un depòsit de fibrina sobre la superfície en la què es realitzen els bescanvis.

### Desenvolupament
La placenta humana com a òrgan de relació estreta entre el fetus i sa mare, comença a formar-se a la segona setmana després de la fertilització, i evoluciona fins al tercer o quart mes, quan ja està totalment formada diferenciada, encara que experimenta alguns canvis menors fins l'acabament de l'embaràs.
La implantació és el primer estadi en el desenvolupament de la colga. En la majoria de casos ocorre una molt propera relació entre el trofoblast embrionari i les cèl·lules de l'endometri. El zigot, en estat de bastocist, s'adhereix a la cap funcional de l'úter, l'endometri, que llavors ja ha patit modificacions histològiques a causa dels canvis hormonals de l'embaràs. La progesterona, per exemple afavoreix que les glàndules de l'endometri guanyen en volum i s'omplin de secrecions riques en glicogen, que les cèl·lules de l'estroma uterí es facin més grans i les artèries, més entortolligades i ampliïn la zona regada per elles.
La implantació de l'embrió humà es porta a cap per l'acció erosiva del sincitiotrofoblast, un grup de cèl·lules que envolten part del blastocist. L'activitat de certes proteïnes, factors de creixement, citocines, leucòcits uterins i la tensió d'oxigen han estat implicats com reguladors importants de la invasió del trofoblast a l'endoteli matern. Aquesta destrucció de l'endometri fa que l'embrió entri en contacte amb arterioles i vènules que difonen sang matern a la cavitat de la implantació, anomenada espai intervellós. La invasió endovascular i el desplaçament de l'endoteli matern és seguit per un remodelament i dilatació vascular que afavoreix la perfusió materna als espais intervellosos. El mesoderm del blastocist és el que originarà les cèl·lules de l'estroma i dels vasos de la placenta. Des d'aquest punt, en el desenvolupament de la colga es distingeixen dos períodes.

#### Cori frondós
Les vellositats que es formen a la superfície del cori relacionades amb el pol embrionari augmenten ràpidament de nombre, es ramifiquen i creixen, formant el cori vellós frondós. Per la seva banda, les vellositats relacionades amb el pol abembrionari de l'endometri es comprimeixen i disminueixen en quantitat i grandària fins a degenerar i desaparèixer per complet, formant el cori llis.

#### Període pre-vellós
Des de la implantació del zigot fins al tretzè dia 

#### Període vellós
Des del tretzè dia fins a la setzena setmana.